# CD Aves
A Clube Desportivo das Aves (vagy Desportivo das Aves) 1930-ban alapított portugál labdarúgócsapat, melynek székhelye Avesban található. Hazai pályájuk az Estádio do CD Aves, melynek befogadóképessége 8 560 fő.
2018. május 20-án a portugál labdarúgókupa-döntőjében 2–1-re legyőzte a Sporting CP csapatát, így története során először hódította el a portugál kupát.

## Sikerlista
- Portugál kupa
  - Aranyérmes (1): 2017–18
- Portugál másodosztály: 1
  - Bajnok (1): 1984–85
- Portugál harmadosztály: 1
  - Bajnok (1): 1983–84

## Jelenlegi keret
| #  |     | Poszt | Név                                                   |
| -- | --- | ----- | ----------------------------------------------------- |
| 2  | BRA | V     | Rodrigo                                               |
| 5  | BRA | V     | Rodrigo Defendi                                       |
| 6  | BRA | V     | Vítor Costa (kölcsönben az Inter de Lages csapatánál) |
| 7  | POR | KP    | Rúben Oliveira (kölcsönben a Vitória SC csapatánál)   |
| 8  | POR | KP    | Bruno Braga                                           |
| 11 | ARG | KP    | Luis Fariña                                           |
| 12 | BRA | K     | Fábio Szymonek                                        |
| 13 | GNB | KP    | Bura Nogueira                                         |
| 15 | SEN | CS    | Abdoulaye Diallo                                      |
| 17 | POR | V     | Pedrinho                                              |
| 18 | CHN | KP    | Tong Le                                               |
| 21 | BRA | CS    | Caíque                                                |
| 22 | CRO | V     | Mato Miloš                                            |
| 24 | FRA | K     | Quentin Beunardeau                                    |
| 25 | BRA | CS    | Erik                                                  |

| #  |     | Poszt | Név                                                |
| -- | --- | ----- | -------------------------------------------------- |
| 26 | CPV | V     | Carlos Ponck                                       |
| 29 | BRA | KP    | Claudio Falcão                                     |
| 30 | POR | KP    | Vítor Gomes                                        |
| 33 | BRA | CS    | Derley                                             |
| 41 | POR | K     | André Ferreira (kölcsönben a Benfica csapatánál)   |
| 42 | SEN | KP    | Ablaye Faye                                        |
| 44 | BRA | V     | Diego Galo                                         |
| 46 | BRA | V     | Jorge Fellipe                                      |
| 50 | GNB | CS    | Mama Baldé (kölcsönben a Sporting CP csapatánál)   |
| 77 | BRA | CS    | Bruno Gomes                                        |
| 82 | BRA | CS    | Luquinhas                                          |
| 88 | POR | CS    | Ricardo Rodrigues                                  |
| 90 | BRA | CS    | Gabriel Rodrigues                                  |
| 91 | POR | CS    | Miguel Tavares                                     |
| 94 | BRA | KP    | Marcelo (kölcsönben a Makkabi Tel-Aviv csapatánál) |

## Korábbi híres játékosok
| - Alfredo Esteves - Amaury Bischoff - Artur Moraes | - Carlos Marafona - Fary Faye - Jorge Ribeiro | - Nuno Espírito Santo - Quim - Raul Meireles |